# Albany (New York)
Albany is de hoofdstad van de Amerikaanse staat New York. De stad ligt in het oosten van de staat in Albany County, waarvan het de hoofdstad is. Albany ligt ongeveer 240 km ten noorden van de stad New York, enkele kilometers ten zuiden van de plaats waar de rivieren de Mohawk en de Hudson bij elkaar komen.
In 2015 had Albany 100.104 inwoners. Een deel van de State University of New York is hier gevestigd.

## Geschiedenis

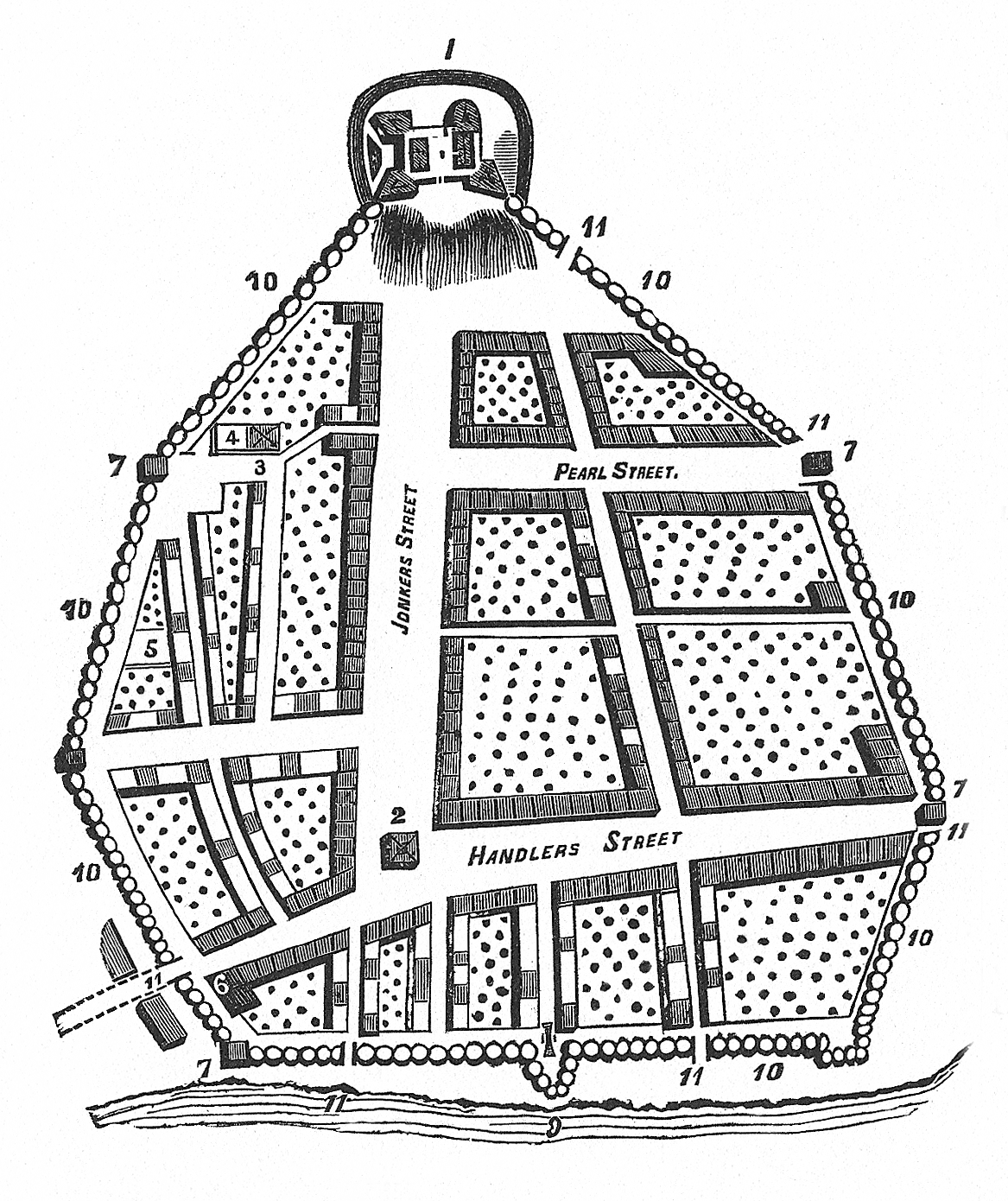
Kaart van Albany, 1695

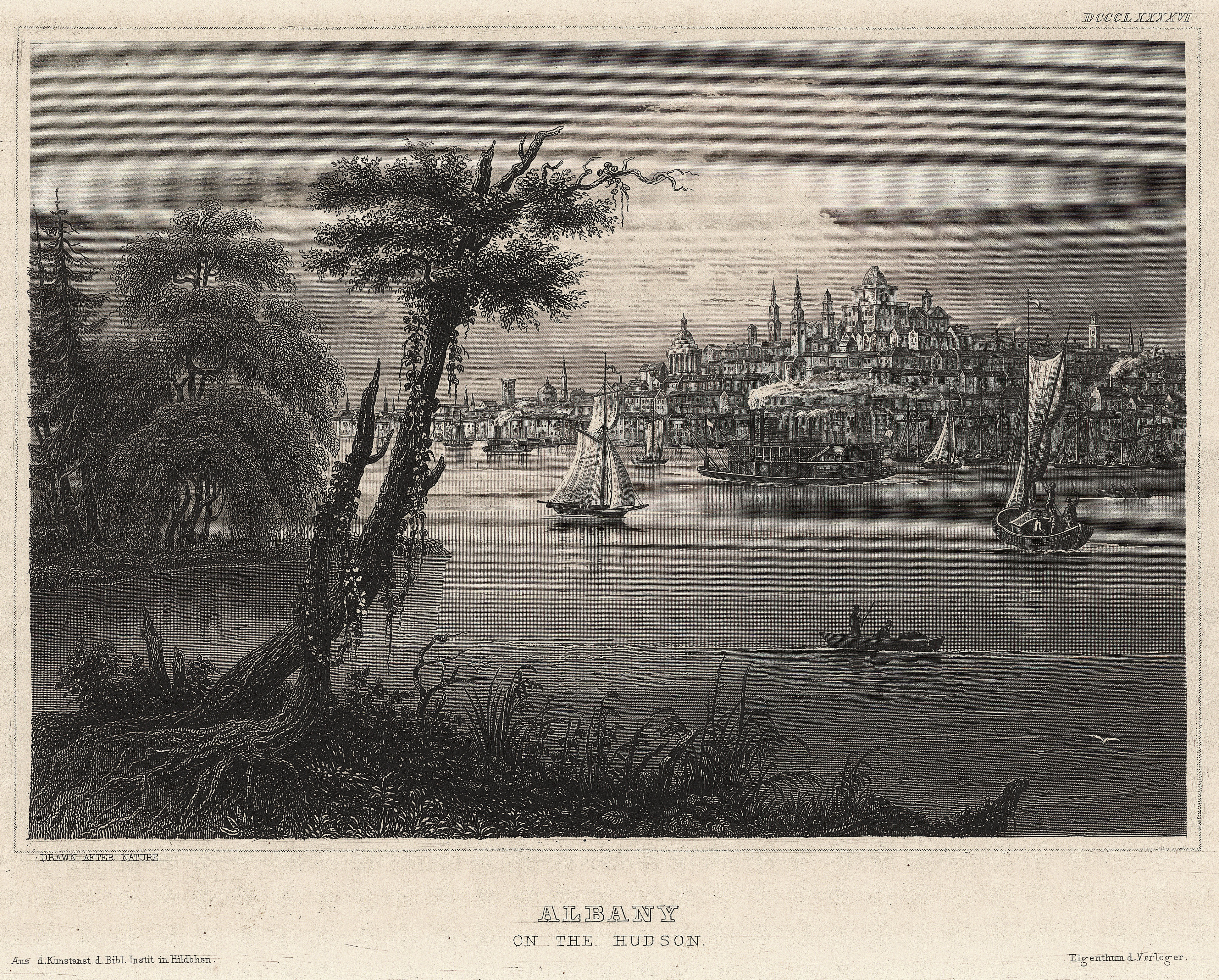
Albany in het midden van de 19e eeuw.

Albany was een nederzetting die ontstond in 1647 onder de naam Beverwijck, gelegen ten noorden van Fort Oranje dat in 1624 door de Republiek der Zeven Verenigde Nederlanden gesticht was ter vervanging van Fort Nassau dat in 1615 was gesticht. Het was een handelspost waar vooral beverpelzen werden ingekocht van de inheemse bevolking. De stad Beverwijck was de tweede stad van Nieuw-Nederland na Nieuw-Amsterdam. De stichter was Brant van Slichtenhorst. In 1660 telde de stad 1050 inwoners. De twee belangrijkste straten in de stad heetten de Handelaersstraet (nu Broadway) en de Jonckheerstraet (nu State Street). Om de stad bevond zich een ring van houten palissaden.
In 1664 veroverden de Engelsen het gebied. Ze doopten het fort om in Albany, ter ere van de hertog van Albany, de latere koning Jacobus II van Engeland. Vanaf 1685 behoorde de nederzetting tot de Britse kroonkolonie New York. Met het Dongan Charter kreeg Albany in 1686 de status van stad.
In 1754 werd het Congres van Albany gehouden, waaruit een noodregering voortkwam om de stad tegen de Fransen te verdedigen. Toen de Britse koloniën zich tijdens de Amerikaanse Onafhankelijkheidsoorlog in 1775 losmaakten van het moederland, werd het grondgebied van de kolonie New York aanvankelijk bezet door Britse troepen. De hoofdstad van de kolonie, Kingston, werd tot de grond toe afgebrand. In 1786, vijf jaar na het einde van de oorlog, sloot de kolonie zich aan bij de Verenigde Staten. Albany werd in 1797 de hoofdstad van de staat New York en verving het verwoeste Kingston.
In 1807 begon de stoomboot op de Hudson tussen Albany en de stad New York. Vanaf 1819 was de stad via het Eriekanaal verbonden met de Grote Meren van Noord-Amerika. Het spoorwegtijdperk begon in Albany in 1831 met de opening van de eerste spoorlijn in de staat New York, die Albany met Schenectady verbond. De DeWitt Clinton-locomotief, ook gebouwd in New York in 1831 en de eerste stoomlocomotief in de staat, deed er 46 minuten over om van Albany naar Schenectady te rijden.

## Plaatsen in de nabije omgeving
De onderstaande figuur toont nabijgelegen plaatsen in een straal van 8 km rond Albany.

## Stedenband
- Nijmegen (Nederland)
- Toela (Rusland)
- Verona (Italië)
- Nassau (Bahama's)
- Quebec (Canada)
- Gent (België)
- Extremadura (autonome regio) (Spanje)

## Bekende inwoners van Albany

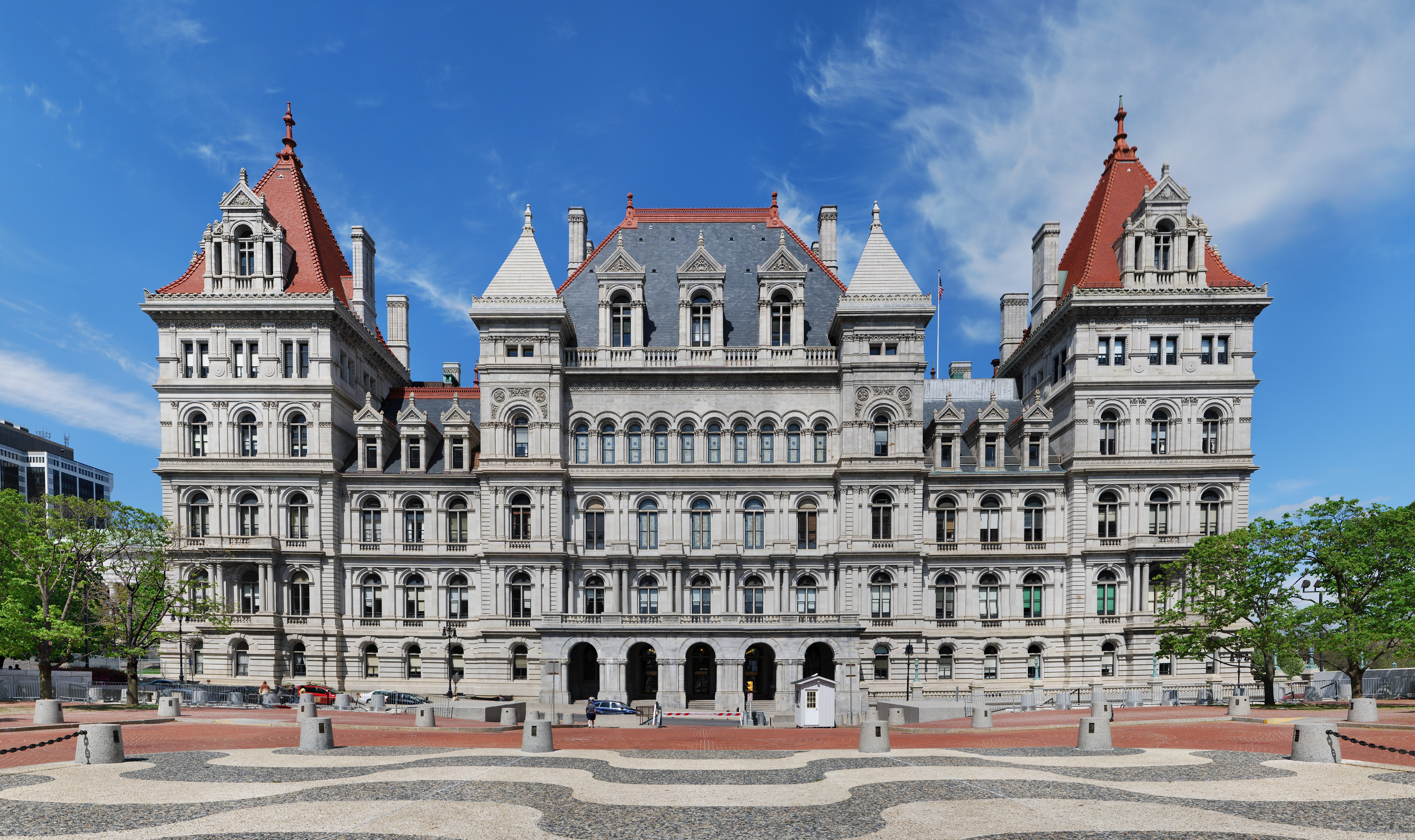
New York State Capitol

### Geboren
- Peter Gansevoort (1749-1812), militair
- Elizabeth Schuyler Hamilton (1757-1854), mede-grondlegger en adjunct-directeur van het eerste privé-weeshuis in New York en echtgenote van Alexander Hamilton
- Joseph Henry (1797-1878), natuurkundige
- Philip Sheridan (1831-1888), beroepsofficier en Noordelijke generaal tijdens de Amerikaanse Burgeroorlog
- Leslie Groves (1896-1970), ingenieurofficier
- Harold Chestnut (1917-2001), elektrotechnicus
- Marion Zimmer Bradley (1930-1999), auteur
- William Devane (1937), acteur
- Adam LeFevre (1950), acteur
- John McTiernan (1951), regisseur
- Jan Kerouac (1952-1996), schrijfster
- Charlayne Woodard (1953), actrice
- James McCaffrey (1958-2023), acteur
- Michael Mastro (1962), acteur
- Nicole Stott (1962), astronaute
- Kirsten Gillibrand (1966), senator voor New York
- Robin Hunicke (1973), ontwerpster en producente van computerspellen
- Reid Scott (1977), acteur
- Ashton Holmes (1978), acteur
- Brennan Morris (1990), zwemmer

### Overleden
- James Monroe (1758-1831), politicus en 5e president van de Verenigde Staten (1817-1825)